# Neptis oda
Neptis oda är en fjärilsart som beskrevs av Hans Fruhstorfer 1907. Neptis oda ingår i släktet Neptis och familjen praktfjärilar. Inga underarter finns listade i Catalogue of Life.